# Hypofyse
 Der er for få eller ingen kildehenvisninger i denne artikel, hvilket er et problem. Du kan hjælpe ved at angive troværdige kilder til de påstande, som fremføres i artiklen.

Hypofysen (græsk: Hypophysis, eller på latin: glandula pituitaria) er en overordnet kirtel på størrelse med et solbær placeret under hjernen. Hypofysen står i tæt forbindelse med centre i den primitive hjerne, og disse kan sammen udøve en overordnet kontrol på mange af kroppens andre organer. Hormonudskillelsen styres ved hjælp af Feedback-systemer.

## Anatomi

### Makroskopisk
Om organet: Hypofysen måler 1,5 cm × 1,0 cm × 0,5 cm og vejer ca. 0,5 g, dog stiger vægten under graviditet. Den er ophængt til hypothalamus i diencephalon ved hjernestilken (infundibulum), som væsentligst består af talrige nervefibre fra hypothalamus, hypofyseceller (såkaldte pituicytter) og sparsomt epitelvæv. Den fortsætter fra hjernen ned i den bagerste del af hypofysen. Denne kaldes neurohypofysen netop på grund af dens nære relation til hypothalamus.

Udover neurohypofysen findes også adenohypofysen, den forreste del. Denne udgør ca 75% af den samlede størrelse og deles igen op i en pars distalis og pars tuberalis. Førstnævnte er den virksomme del af adenohypofysen. Pars tuberalis er ikke påvist at have nogen endokrin funktion. Endelig findes en pars intermedia, der kun menes at være aktiv i fostertilværelsen. (Se under fysiologi).
Relationer:Hypofysen befinder sig i "Den Tyrkiske Sadel" (sella turcica eller fossa hypophysialis), som er en lille udhulning i kilebenet (os sphenoidale). Selve sella turcica er udforet med den hårde hjernehinde dura mater, ligesom denne danner et tag hen over hypofysen (med hul til infundibulum), nemlig diaphragma sellae. 
Af andre relationer kan nævnes kilebenshulen sinus sphenoidalis lige under hypofyselejet. Denne er vigtig ved hypofysekirurgi hvor man benytter denne hule som adgangsvej (kilebenshulen er ligesom andre bihuler forbundet med næsen). Synsbanekrydsningen, chiasma opticum, skal også nævnes. Denne ligger lige over hypofysen og desuden i nær relation til hypofysestilken og kan påvirkes ved hypofysetumorer. På hver side af hypofyselejet findes en sinus cavernosus (en slags vene i hjernen) hvori findes indlejret a. carotis interna og hjernenerverne nn. oculomotorius, trochlearis og abducens (alle tre styrer samtlige øjenmuskler) og desuden to af tre grene fra hjernenerven n. trigeminus, nemlig nn. ophthalmicus og maxillaris (vigtige for følesansen i ansigt og en del af skalpen).
Blodforsyning: Blodet til hypofysen kommer fra to sæt arterier, der begge kommer fra a. carotis interna. Det drejer sig om aa. hypophysiales superiores og -inferiores (de øvre og nedre hypofysearterier). Blodforsyningen er en smule afvigende fra andre organer; grunden hertil findes i kirtlens funktion og embryologi (se senere). Aa hypophysiales inf. forsyner hovedsageligt neurohypofysen og har her en dobbeltfunktion: Blodet skal både nære vævet, men også fungere som fraførende transportvej for de hormoner, der udskilles her.

Anderledes er blodforsyningen i adenohypofysen, der hovedsageligt forsynes af de øvre hypofysearterier. Disse grener sig op i et kapillærnet omkring hypothalamus's eminentia mediana, samler sig igen i en større samleåre (betegnet en portåre) for så igen at grene sig op i et kapillærnet omkring adenohypofysen hvorefter blodet forlader denne via vener. Blodet udfylder også her en dobbeltrolle, både nutritivt og som transportvej. Denne specielle udformning af blodforsyningen har sin forklaring i funktion og embryologi.

### Mikroskopisk

#### Pars distalis
De funktionelle celler (parenchymet) ligger indlejret i et støttende væv (stromaet), som det er tilfældet i så mange kirtler. Parenchymet deles her op efter deres farvbarhed. En hovedopdeling baserer sig således på om de farves eller ej. De farvede kaldes kromofine celler, de ikke-farvede kromofobe celler. Fordelingen er omtrent halvt af hver. De farvede deles yderligere op i to grupper, nemlig acidofile og basofile. Navnene her kommer af farvestoffernes affinitet til sure eller basiske bestanddele i cellerne. Der kan bruges mange forskellige farvestoffer og -teknikker, men ved en specialfarvning (Mallory-farvning), ses de acidofile som kraftigt (lyse-)røde mens de basofile celler er stærkt blå/lilla. Fordelingen er 80% acidofile og 20% basofile. Overordnet altså 50% kromofobe, 40% acidofile og 10% basofile.

Man mener, at de kromofobe celler muligvis er forstadier til eller inaktive stadier af de to andre celletyper. De farvbare celler er således dem, der producerer de hormoner, der er tilskrevet adenohypofysen. Mere om dette under fysiologi.
- Acidofil celle (Mallory)
- Kromofob celle (Mallory)
- Basofil celle (Mallory)

#### Neurohypofysen
Som angivet tidligere udgør denne del kun omkring 25% af den samlede størrelse og udviser i mikroskopet ikke samme farvbarhed og generelle udseende som adenohypofysen. Her ses en mere grå masse, der væsentligst består af de føromtalte nervefibre (axoner) fra hypothalamus og pituicytternes lange udløbere. Det eneste rigtigt farvbare er pituicytternes kerner. Udover dette udbyder pars nervosa ikke særlige karakteristika.

#### Pars intermedia
Denne kan i nogle specialfarvede præparater ses mellem adeno- og neurohypofysen. Grundet embryologien kan man her finde rester af slimhinde, der ellers burde findes i luftvejene, ligesom man kan finde små væskefyldte rum (vesikler), der ligeledes er rester fra fosterlivet. Som nævnt tidligere menes pars intermedia ikke at have nogen funktion i voksenlivet.

## Embryologi
Anlægget til hypofysen ses første gang i 7-8 fosteruge. Den opstår fra to helt forskellige dele.

Neurohypofysen dannes som en udbulning på den ovenliggende hypothalamus (diencephalon) og kommer til at strække sig et stykke ned under denne som en slags stilk. Egentlig er denne stilk hul lidt af vejen ned så den mere for karakter af en tragt (deraf det latinske navn infundibulum = tragt). Neurohypofysen er således af neuroektodermal oprindelse.

Adenohypofysen bliver først til som en udbulning i stomodeum (den primitive mundbugt). Denne vokser sig større og mister siden forbindelsen med munden hvorefter den lægger sig foran neurohypofysen og delvist omsvøber denne (pars tuberalis). Denne er således oprindeligt fra den respiratoriske slimhinde i loftet af det, der engang bliver næsen. Hermed kan nødvendigheden af den specielle blodforsyning delvist erkendes, men den fulde forklaring hører under fysiologien.

## Fysiologi
Hormonerne der dannes i hypofysen:
- Forlappens hormoner
  - TSH thyroideastimulerende hormon
  - ACTH adrenocorticotropt hormon
  - GH væksthormon
  - FSH follikelstimulerende hormon
  - Luteiniserende hormon
  - Prolaktin laktotropt hormon

- Hormon fra pars intermedia
  - MSH melanocytstimulerende hormon

- Baglappens hormoner
  - ADH antidiuretisk hormon, vasopressin
  - Oxytocin

## Patologi
Ved sygdom i hypofysen eller operativ fjernelse kan ses hypofyseinsufficiens, der giver sig udtryk i mangel på et eller flere af hormonerne. Der kan opstå svulster i de hormonproducerende celler, som medfører overproduktion af et eller flere hormoner. En sådan svulst kan trykke på omgivelserne, og på grund af de tidligere nævnte relationer, kan en sådan trykke på synsnerven og give synsudfald. En prolaktinsecernerende tumor kan forhindre en kvinde i at blive gravid og en ACTH-producerende tumor giver Cushings syndrom.